# Melitaea ochracea
Melitaea ochracea är en fjärilsart som beskrevs av Skala 1908. Melitaea ochracea ingår i släktet Melitaea och familjen praktfjärilar. Inga underarter finns listade i Catalogue of Life.